# Infected (musikalbum)
Infected är ett album av det svenska power metal-bandet Hammerfall. Skivan släpptes i mitten av maj 2011 i Europa och i juni i resten av världen.

## Låtlista
1. "Patient Zero" - 6:01
2. "B.Y.H." - 3:47
3. "One More Time" - 4:06
4. "The Outlaw" - 4:10
5. "Send Me a Sign" - 4:00
6. "Dia De Los Muertos" - 5:07
7. "I Refuse" - 4:32
8. "666 - The Enemy Within" - 4:29
9. "Immortalized" - 3:59
10. "Let's Get It On" - 4:05
11. "Redemption" - 7:02

## Musiker
- Joacim Cans - sång
- Oscar Dronjak - Gitarr & Bakgrundssång
- Pontus Norgren - Gitarr & Bakgrundssång
- Fredrik Larsson - Elbas & Bakgrundssång
- Anders Johansson - trummor